# سام لوید
سام لوید (انگلیسی: Samuel "Sam" Lloyd IV؛ زادهٔ ۱۲ نوامبر ۱۹۶۳ - درگذشته ۳۰ آوریل ۲۰۲۰) یک هنرپیشه و موسیقی‌دان اهل ایالات متحده آمریکا است. وی از سال ۱۹۸۸ میلادی تاکنون مشغول فعالیت بوده‌است.

## بخشی از فیلمشناسی
از فیلم‌ها یا برنامه‌های تلویزیونی که وی در آن نقش داشته‌است می‌توان به آثار زیر اشاره کرد.
- فلابر (فیلم) (۱۹۹۷)
- ماجراجویی کهکشانی (۱۹۹۹)
- نمایش درو کری (۱۹۹۷)
- اتاق کابوس (۲۰۰۲)
- بال غربی (مجموعه تلویزیونی) (۱۹۹۹–۲۰۰۲)
- دنیای مالکوم (۲۰۰۵)
- کدبانوهای وامانده (۲۰۰۴–۲۰۰۵)
- کشنده (۲۰۰۹)
- خانواده امروزی (۲۰۱۴)
- استخوان‌ها (مجموعه تلویزیونی) (۲۰۱۴)
- بی‌شرم (مجموعه تلویزیونی آمریکایی) (۲۰۱۵)